# فاولي
فاولي هيبلدية (كوميون) في مقاطعة كونيو في منطقة بيدمونت الإيطالية، وتقع على بعد حوالي 30 كيلومتر (19 ميل) جنوب غرب تورينو وحوالي 45 كيلومتر (28 ميل) شمال كونيو، بالقرب من نهر بو. تشتهر المدينة بالطعام التقليدي لبييمونتي "بانيا كاونا"
فاولي هي موطن إحدى قلاع القرن العاشر والعديد من المباني التي تعود للقرون الوسطى.

## المدن التوأم - المدن الشقيقة
فاولي توأم مع المدن التالية:
- هامبرتو بريمو، الأرجنتين (1997)

## روابط خارجية
- www.comune.faule.cn.it